# 錫夫卡河 (伊爾平河支流)

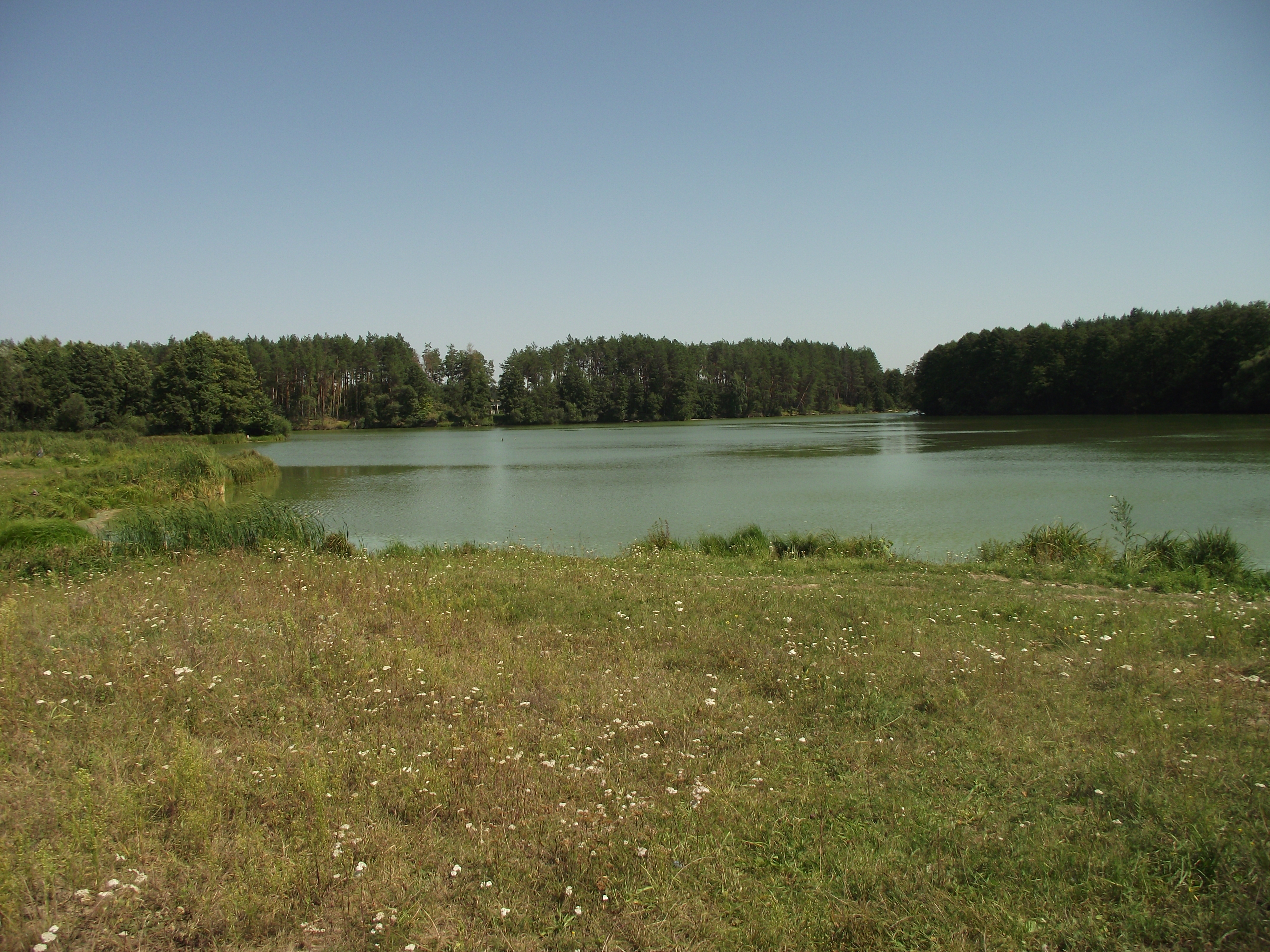

錫夫卡河（烏克蘭語：Сивка），是烏克蘭北部的河流，屬於伊爾平河的支流。該河發源自赫魯茲凱，流經基輔州的布查區，河口處在索斯尼夫卡，河道全長17公里，流域面積80.2平方公里。